# Barwick in Elmet and Scholes
Barwick in Elmet and Scholes – civil parish w Anglii, w West Yorkshire, w dystrykcie metropolitalnym Leeds. W 2011 civil parish liczyła 4902 mieszkańców.